# Pandémie de Covid-19 à Trinité-et-Tobago
 (mai 2020).
Le contenu est difficilement compréhensible vu les erreurs de traduction, qui sont peut-être dues à l'utilisation d'un logiciel de traduction automatique.
La pandémie de Covid-19 à Trinité-et-Tobago démarre officiellement le 12 mars 2020. À la date du 26 octobre 2022, le bilan est de 4 249 morts.

## Contexte
Le 12 janvier 2020, l'Organisation mondiale de la santé (OMS) a confirmé qu'un nouveau coronavirus était à l'origine d'une maladie respiratoire chez un groupe de personnes de la ville de Wuhan, dans la province du Hubei, en Chine, qui a été signalée à l'OMS le 31 décembre 2019,. 
Le taux de létalité lié à la Covid-19 a été beaucoup plus faible que le SRAS de 2003,, mais la transmission a été significativement plus élevée, avec un nombre total de décès important.

## Chronologie

### Mars 2020
Le 12 mars, la Trinité-et-Tobago a enregistré son premier cas de Covid-19. Il s'agissait d'un homme de 52 ans récemment venu en Suisse,,,,. Il s'est auto-isolé avant de commencer à ressentir des symptômes de Covid-19. La recherche des contacts pour les passagers du vol du patient a eu lieu. 
Le 13 mars, un deuxième cas de Covid-19 est enregistré par Trinité-et-Tobago,,. Le patient, un homme de 66 ans aux antécédents de voyage inconnus, s'est présenté dans un établissement de santé et a rapidement été isolé. D'autres personnes qui pourraient avoir été exposées au patient sont également mises en quarantaine,,,. 
Deux autres cas sont confirmés dans la nuit du 15 mars, ce qui porte le total à 4 cas,,. Un cinquième cas a été confirmé le 16 mars,,, puis deux autres le 17 mars, et à nouveau deux autres le 19 mars,,,. 
Le 21 mars, 40 autres cas ont été confirmés. Soixante-huit (68) ressortissants sont partis pour une croisière de 7 jours sur la mer des Caraïbes le 5 mars. Après une épidémie présumée de Covid-19 à bord, le Costa Favolosa a été contraint de mouiller au large des côtes de la Guadeloupe pendant plusieurs jours. Les ressortissants sont rentrés à Trinité-et-Tobago le 17 mars par un vol affrété au départ de la Guadeloupe. Ils ont été immédiatement examinés et testés à l'aéroport international de Piarco, puis emmenés dans une installation de quarantaine. Le 21 mars, il a été confirmé que 40 des 68 personnes mises en quarantaine étaient testées positives à la Covid-19, portant le nombre total de cas confirmés à 49,,. 
Le 25 mars, la Covid-19 fait sa première victime à Trinidad. Il s'agissait d'un homme de soixante-dix-sept ans souffrant de comorbidité. 
Le 26 mars, le deuxième décès signalé dû à la Covid-19 était un homme de quatre-vingts ans avec comorbidité. Il était parmi les passagers des paquebots de sauvetage sauvés mis en quarantaine au Camp Balandra. Le ministère de la Santé a également indiqué que l'un des patients dont le test était positif, qui avait été mis en quarantaine et traité avait depuis été libéré. 

### Avril 2020
Le 5 avril, Tobago enregistre son premier décès, un homme âgé avec comorbidité. À cette date, l'île avait effectué 74 tests dont trois étaient positifs. Dans l'ensemble, le pays a soumis 797 tests au CARPHA (Caribbean Public Health Agency, Agence de santé publique des Caraïbes (en)) pour examen, dont 104 positifs, entraînant sept décès et un rétablissement. 
Le 15 avril, un groupe de plus de 40 personnes bloquées au Suriname se trouve dans une situation désespérée. Malgré de multiples contacts avec le consulat et la CARICOM, aucun projet de rapatriement n'a été pris. Le 30 avril, il est signalé qu’ils ont affrété un avion et qu’ils rentreront bientôt chez eux. 
Le 21 avril, Trinité-et-Tobago annonce commencer à intensifier les tests. 4 000 kits de tests ont été reçus de la Chine, 10 000 autres sont attendus dans les deux semaines à venir et 10 000 de l'Organisation panaméricaine de la santé. Un groupe de ressortissants de Trinité-et-Tobago bloqués à la Barbade a affrété un avion à leurs frais pour les ramener chez eux.

### Mai 2020
Au 23 mai 2020, le pays ne compte plus aucun cas actif, les derniers patients hospitalisés sont désormais guéris.

## Efforts de prévention
Le ministre de la Santé, Terrance Deyalsingh, déclare que la Trinité-et-Tobago avait décidé d'appliquer des restrictions aux personnes en provenance de Chine. Les personnes qui vivent ou qui ont visité la Chine ne pourront entrer à Trinité-et-Tobago que si elles étaient déjà sorties de Chine 14 jours avant de tenter de se rendre à Trinité-et-Tobago,,,. Le nombre de voyageurs dont les vols proviennent de l'Italie, la Corée du Sud, Singapour, le Japon, l'Iran, l'Allemagne, l'Espagne et la France doit également être limités. Le 16 mars, le Premier ministre Keith Rowley annonce que le pays ferme ses frontières à tout le monde, à l'exception des ressortissants de Trinité-et-Tobago et des agents de santé pendant les 14 prochains jours. En outre, les bars sont fermés et les fermetures d'écoles prolongées jusqu'au 20 avril,,,,. La fermeture entrera en vigueur le 17 mars à minuit,,,. 
Le 13 mars, Rowley annonce que les écoles et les universités seront fermées à travers le pays pendant une semaine en raison des craintes du coronavirus,. Le 16 mars, la fermeture a été prolongée jusqu'au 20 avril,,. 
Le 15 mars, le commissaire de police de T&T, Gary Griffith (en) se mettrait en quarantaine,,,. 
Un grand nombre d'associations hindoues ont annulé les célébrations de Phagwa, Navratri, Ram Navami et Hanuman Jayanti (en),,. De nombreux autres événements ont également été annulés ou reportés,. 
Des restrictions ont été mises en place concernant les prisons du pays,. La société BP ferme ses bureaux en réponse au coronavirus,. Deyalsingh déclare qu'il y a 3 000 kits de test à Trinidad au 16 mars et que 1 000 autres sont à venir. La ministre du Travail, Jennifer Baptiste-Primus, signale que des congés en cas de pandémie seraient accordés aux travailleurs avec enfants,. Le 21 mars, le ministre de la Sécurité nationale, Stuart Young, annonce la fermeture de toutes les frontières à tous (y compris les nationaux et les non-nationaux) à compter de minuit dimanche 22 mars. Il déclare qu'aucun vol international ne serait autorisé à entrer dans le pays. Toutefois, les navires de charge transportant des produits alimentaires et des produits pharmaceutiques dans le pays seraient autorisés à entrer. 
Le 6 avril, Rowley prolonge l'ordre de séjour à domicile jusqu'au 30 avril (prolongé plus tard jusqu'au 10 mai). Jusqu'à cette date, tous les restaurants seront fermés et plusieurs entreprises telles que les supermarchés, les boulangeries, les pharmacies et le matériel informatique devront ajuster les heures d'ouverture. Il a également déclaré que les gens devaient porter des masques faciaux lorsqu'ils étaient en public et que le gouvernement travaillerait à la distribution de masques,. 

## Critiques des comptes publics
Même si le premier cas de Covid-19 a été officiellement diagnostiqué le 12 mars et attribué à un voyageur de Suisse, des soupçons sur le fait que le virus circulait localement avant cette date existent. Un visiteur de Trinité-et-Tobago retourné en Alberta, au Canada, a été officiellement diagnostiqué là-bas début mars. Le médecin hygiéniste en chef de la province a fait cette annonce le 11 mars, un jour avant le premier cas à Trinité-et-Tobago. 
Le 16 avril, Kamla Persad-Bissessar, l'ancien Premier ministre et actuel chef de l'opposition, a exigé que le gouvernement « prenne conscience » de sa capacité de test ainsi que du « véritable état du coronavirus propagé à Trinité-et-Tobago ». 

## Statistiques

Nombre de cas à Trinité-et-Tobago depuis le début de l'épidémie.

Nombre de morts à Trinité-et-Tobago depuis le début de l'épidémie.